# Via con me
Clip vidéo
[vidéo] « Paolo Conte - Via Con Me », sur YouTube
[vidéo] « Paolo Conte - Via Con Me (en concert) », sur YouTube
Via con me  (Va t'en avec moi, ou Viens avec moi, en italien, It´s Wonderful, C'est Merveilleux, en anglais) est une chanson d'amour italienne et de jazz de l'auteur-compositeur-interprète-pianiste italien Paolo Conte ,, single extrait de son album Paris milonga (it) de 1981. C'est un des principaux succès internationaux de sa carrière. 

## Histoire
Paolo Conte écrit et compose cette chanson d'amour rythmée avec des notes de swing, qu'il enregistre avec sa voix envoûtante de crooner de jazz italien, aux studios RCA Italiana de Rome, pour son album Paris milonga (it) de 1981, en s'accompagnant au piano « Va-t'en, va-t'en, va-t'en sors de là, plus rien ne te relie à ces lieux, pas même ces fleurs bleues, pas même ce temps gris, plein de musique, et d'hommes qui t'ont plu,  va-t'en, va-t'en, va-t'en avec moi, viens, viens, ne te perds pas pour rien au monde, c'est merveilleux, c'est merveilleux, je rêve de toi, cips, cips, doo doo doo doo doo ci-boom, ci-boom, boom... ». Ce succès international est repris dans plusieurs albums compilations de l'artiste, avec une version remaniée enregistrée en 1996.

## Au cinéma
La chanson est reprise pour de nombreuses bandes originales de cinéma, dont : 
- 1983 : Tu me troubles, de Roberto Benigni (avec Le Chic et le Charme) sortie en 45 tours, interprétée par Roberto Benigni[5].
- 1989 : Les Maris, les Femmes, les Amants, de Pascal Thomas[6].
- 1995 : French Kiss, de Lawrence Kasdan.
- 1996 : Un divan à New York, de Chantal Akerman.
- 2001 : Bienvenue à Collinwood, d'Anthony et Joe Russo.
- 2001 : Chère Martha, de Sandra Nettelbeck.
- 2004 : Marie and Bruce, de Tom Cairns.
- 2007 : Le Goût de la vie, de Scott Hicks.
- 2007 : Elvis and Anabelle, de Will Geiger.
- 2016 : Coup de foudre par SMS, de Karoline Herfurth.
- 2022 : Eaux profondes, d'Adrian Lyne.

## Dans la publicité
- 1994 : spot publicitaire de Renault occasions[7] et un CD single est publié[8].
- 2011 : Thème du parfum Valentina de Valentino[9].

## À la télévision
- 1993 à 2002 : générique de l'émission d'actualité régionale monégasque Sud, présentée par Michel Cardoze.
- 2010 : bande sonore de Vieni via con me de Rai 3, dirigée par Fabio Fazio et Roberto Saviano.